# Eagle Scout

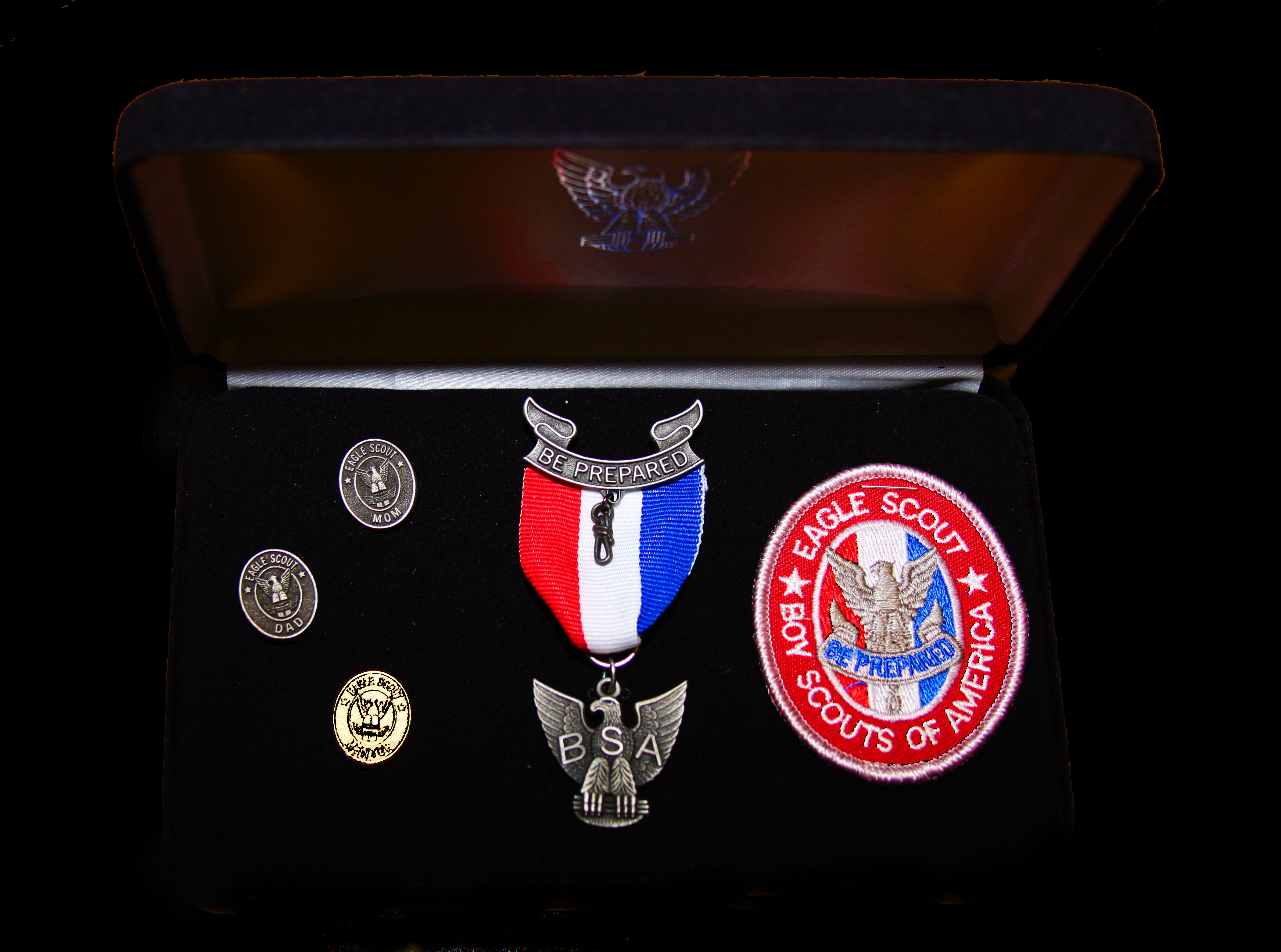

Eagle Scout (română Cercetaș Vultur) este cel mai mare grad acordat de Boy Scouts of America. A fost creat în 1911. Până în 2010 a fost acordat la peste două milioane de persoane, printre care se numără și personalități ca Neil Armstrong, Gerald Ford sau Steven Spielberg.